# Elvira Lindo

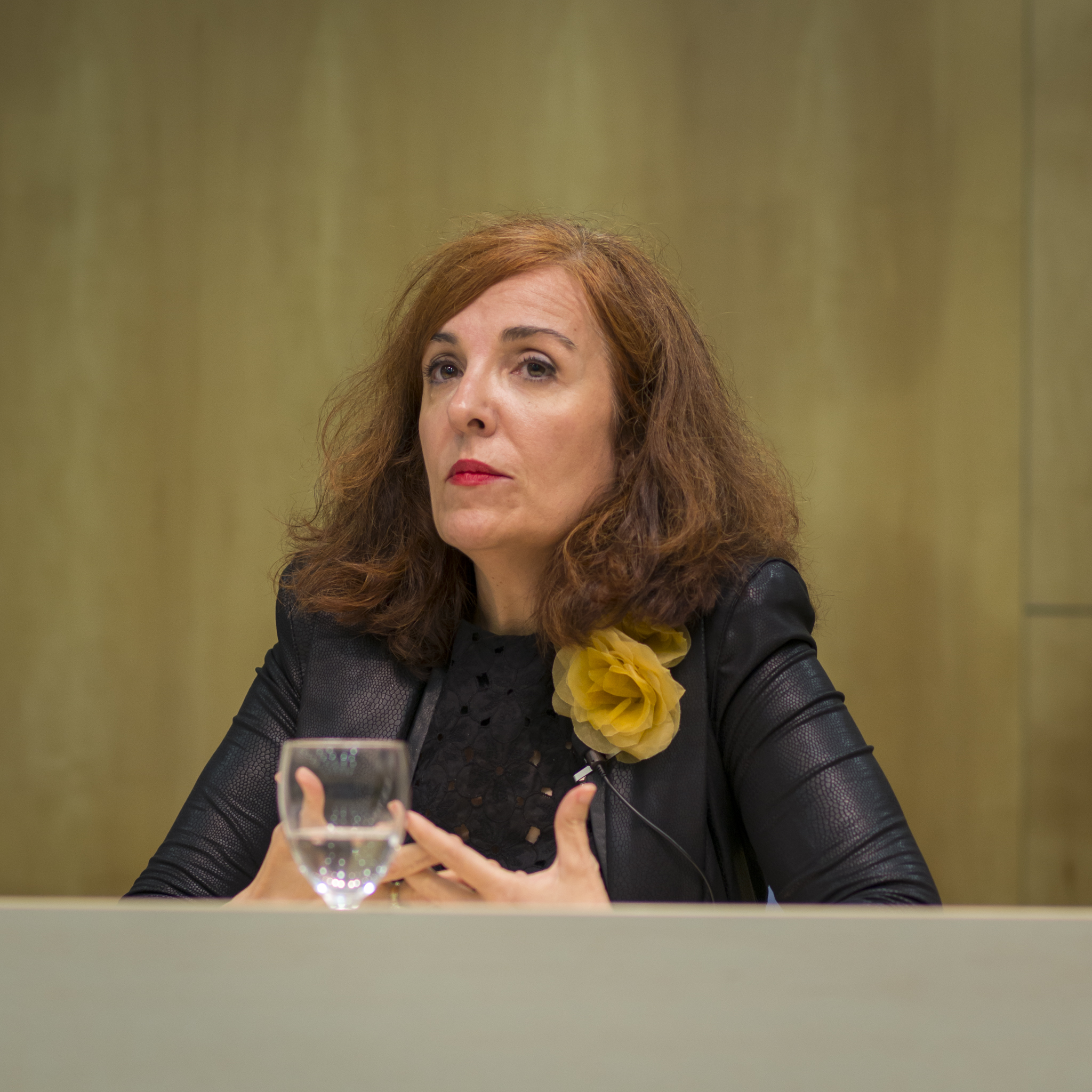
Elvira Lindo (2016)

Elvira Lindo Garrido (* 23. Januar 1962 in Cádiz) ist eine spanische Schriftstellerin und Journalistin.
1984 ging sie nach Madrid und studierte Kommunikationswissenschaften an der Universität Complutense Madrid. Sie arbeitete im Radio Nacional de España und später für verschiedene Publikationen. 
Sie wohnt in New York City mit ihrem Sohn und ihrem Ehemann, dem Schriftsteller Antonio Muñoz Molina.

## Ehrungen/Preis
- 1998: Premio Nacional de Literatura Infantil y Juvenil, Los trapos sucios de Manolito Gafotas
- 2005 XIX Premio Biblioteca Breve, Una palabra tuya.

## Werke

### Kinder- und Jugendliteratur

#### Manolito Gafotas
- 1994: Manolito Gafotas.
- 1995: ¡Cómo molo!.
- 1996: Pobre Manolito.
- 1997: Los trapos sucios de Manolito Gafotas.
- 1998: Manolito on the road.
- 1999: Yo y el imbécil.
- 2002: Manolito tiene un secreto.
- 2012: Mejor Manolo.

### Romane
- 1998: El otro barrio.
- 2002: Algo más inesperado que la muerte.
- 2005: Una palabra tuya.
- 2010: Lo que me queda por vivir.

### Kurzgeschichten
- 1996: Olivia y la carta a los Reyes Magos.
- 1997: La abuela de Olivia se ha perdido.
- 1997: Olivia no quiere bañarse.
- 1997: Olivia no quiere ir al colegio.
- 1997: Olivia no sabe perder.
- 1997: Olivia y el fantasma.
- 1997: Olivia tiene cosas que hacer.
- 1999: Charanga y pandereta.
- 2000: Bolinga.
- 2000: Amigos del alma.

### Theater
- 1996: La ley de la selva.
- 2004: La sorpresa del roscón.

### Script
- 1998: Manolito Gafotas.
- 1998: La primera noche de mi vida.
- 2000: Ataque verbal.
- 2000: Plenilunio.
- 2000: El cielo abierto.
- 2008: Una palabra tuya.
- 2010: Lo que me queda por vivir.
- 2014: La vida inesperada.

### Essay
- 2000: Ser compañera, en: Ser mujer de Laura Freixas.
- 2001: Tinto de verano.
- 2002: Tinto de verano 2 : el mundo es un pañuelo; de Madrid a Nueva York.
- 2003: Otro verano contigo: Tinto de verano 3.

## Als Schauspielerin
- 1998: La primera noche de mi vida
- 1999: Manolito Gafotas
- 1999: Plenilunio
- 1999: Ataque verbal
- 2000: El cielo abierto
- 2001: Sin vergüenza
- 2003: Planta 4ª
- 2004: Cachorro